# Hieracium pulchellum
Hieracium pulchellum là một loài thực vật có hoa trong họ Cúc. Loài này được Gren. mô tả khoa học đầu tiên năm 1853.